# JR

JR標誌，為JR集團各公司的通用商標

六間JR鐵路公司的營業範圍

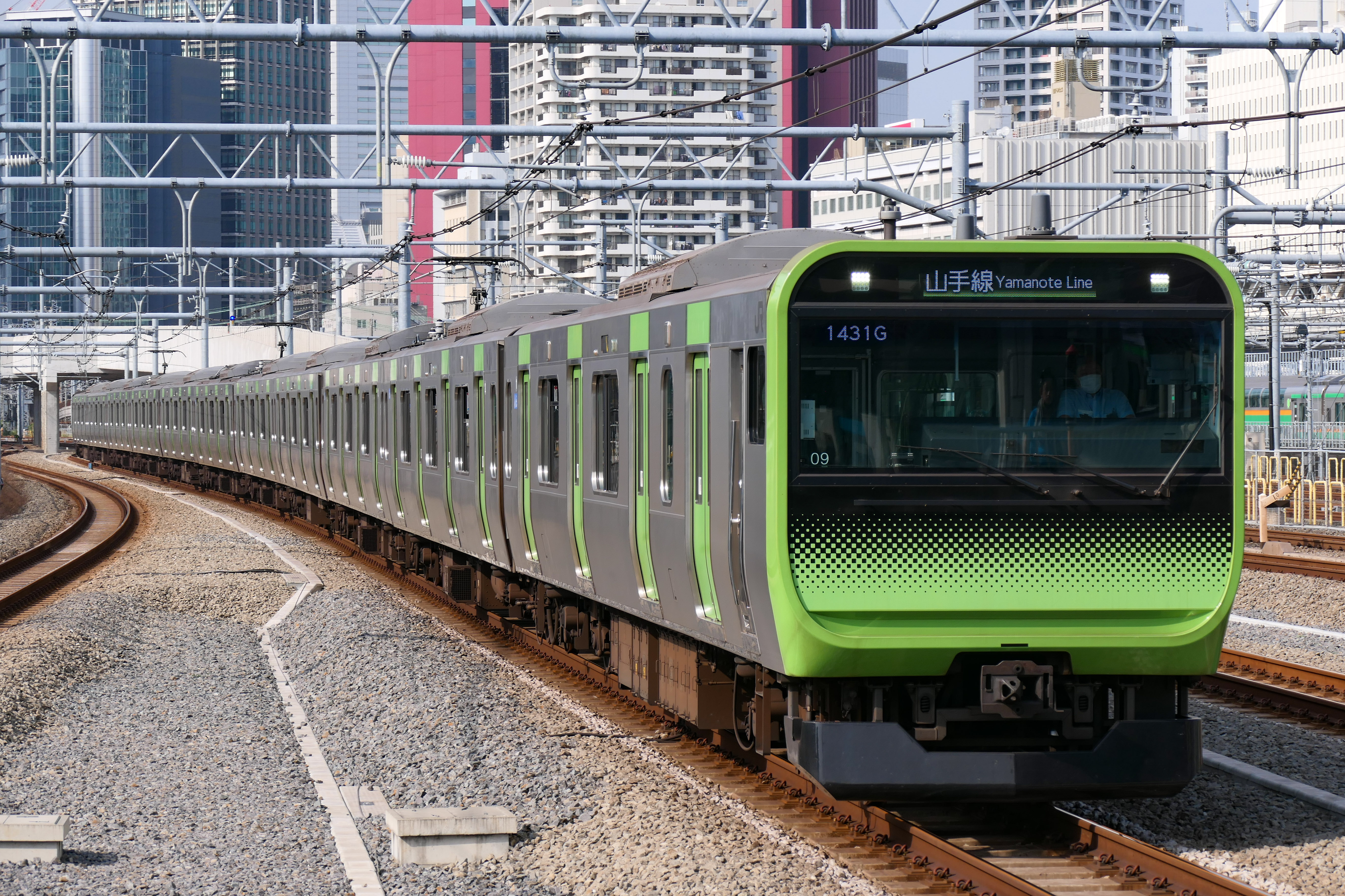
JR東日本的E235系通勤型電車，行駛於東京的山手線

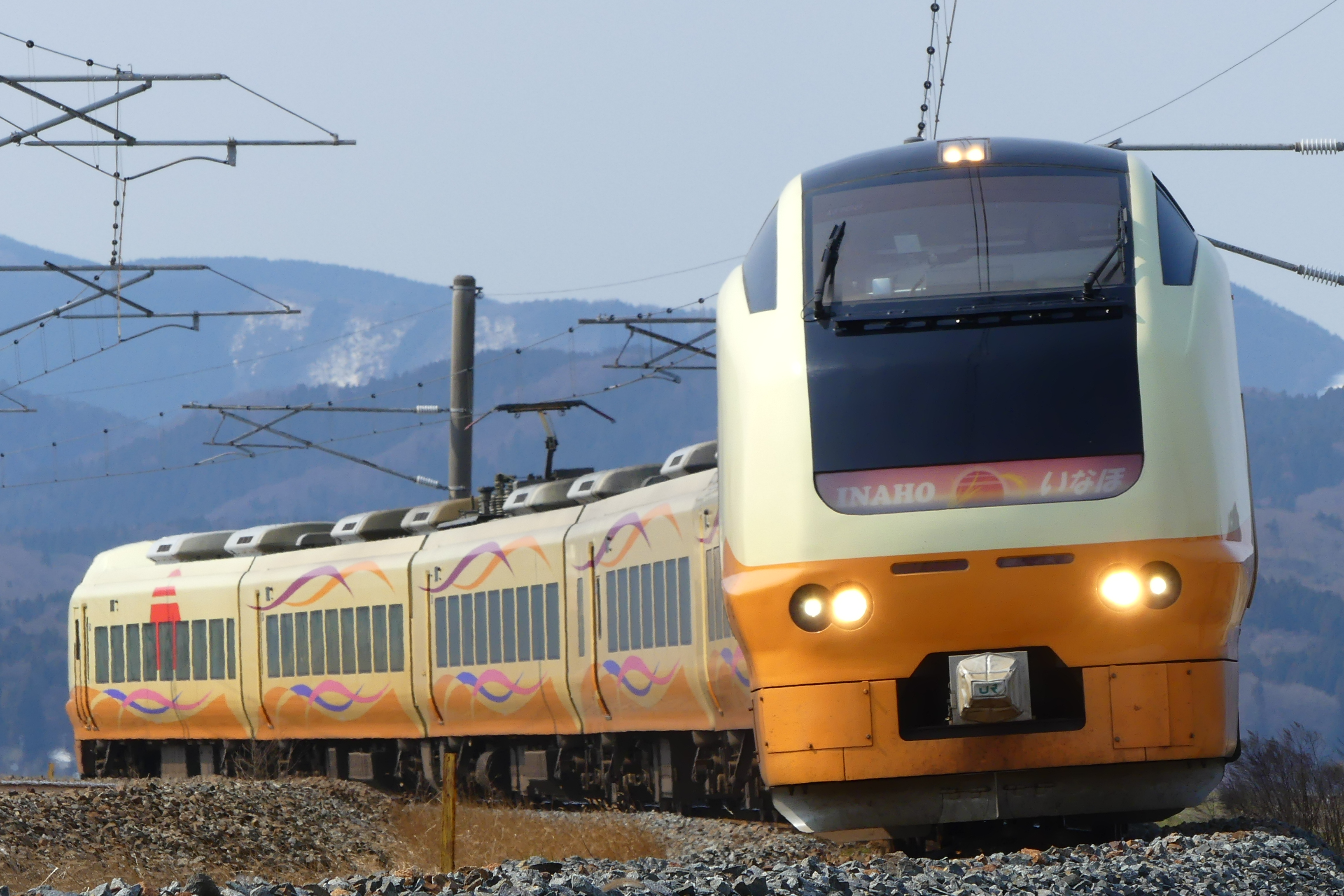
JR東日本的特急型電車，行駛於羽越本線

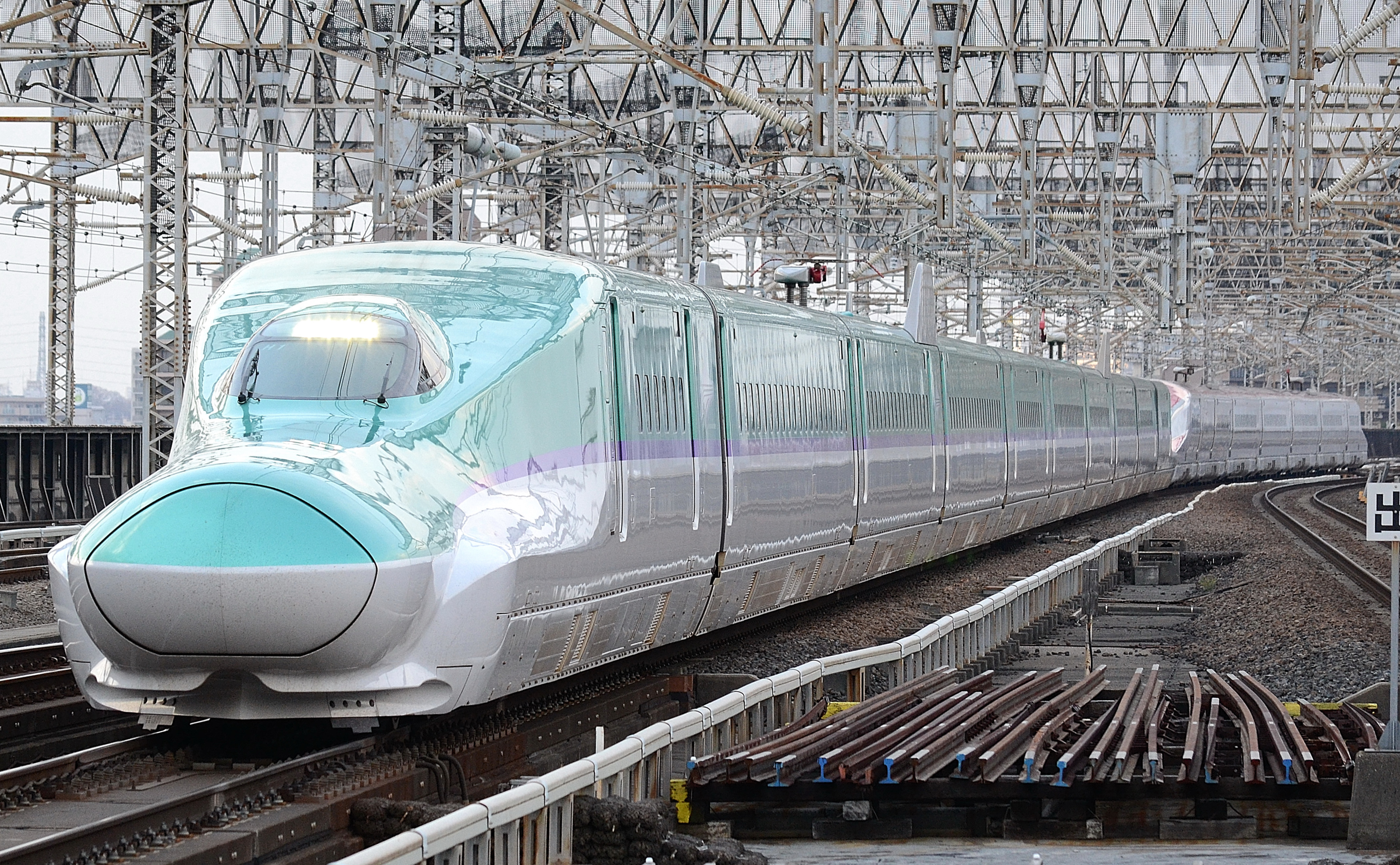
进入大宫站的JR北海道H5系與JR東日本E6系混結列車，JR東日本與JR北海道列車不只互相駛入對方的管理範圍，兩公司還混編運行定期旅客列車

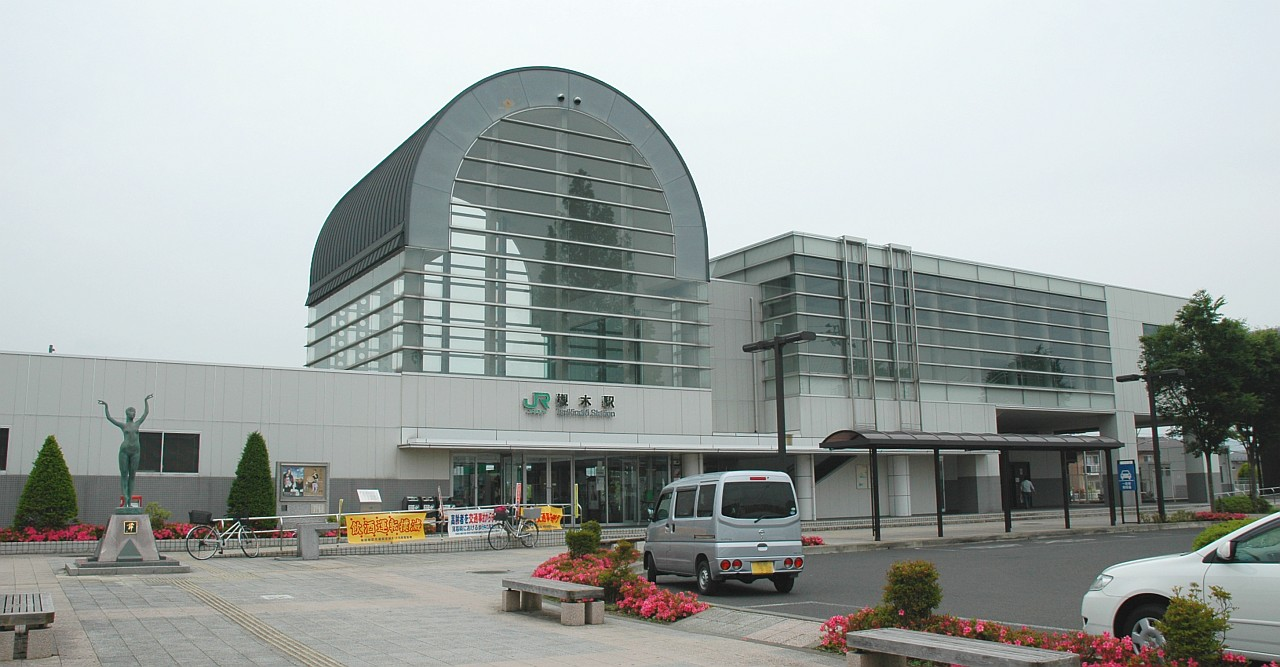
JR槻木站

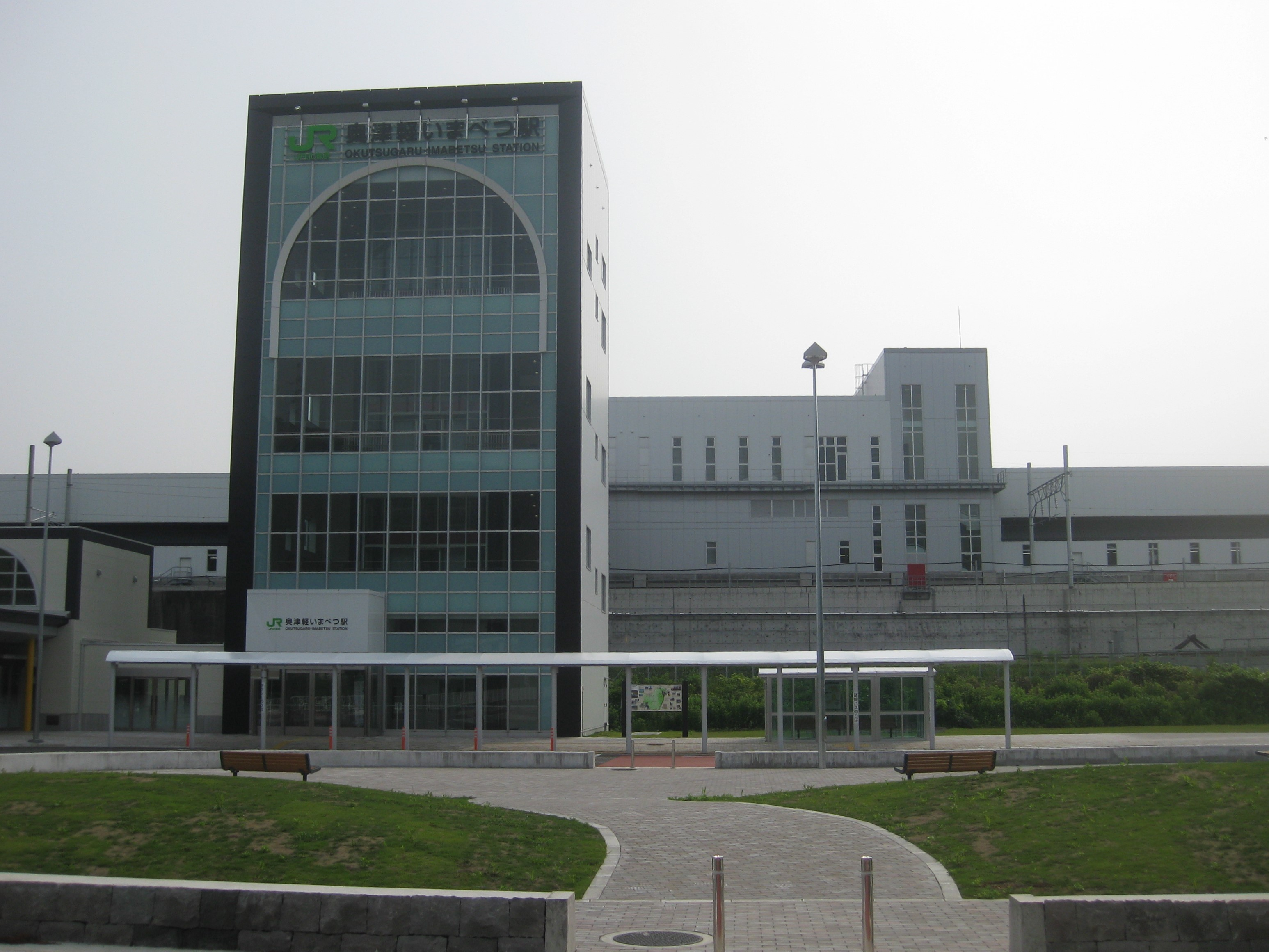
奧津輕今別站，此站雖位於本州，但由JR北海道管理

JR（日语：／ Jei āru */?）是1987年4月1日日本國有鐵道施行分割民營化後，所成立的7家鐵路公司之合稱。如果再加上相關法人機構，則共有12家成員。中文社群有時會譯為日本旅客鐵道（然而JR中也有貨運鐵道公司），或直譯為日本鐵道、日本铁路公司。7家JR公司各自獨立經營，在股權上也沒有從屬關係，但因成立的源流相同，在強調其整體的場合，也會合稱為JR集團（JRグループ），並共用相同設計、不同顏色的「JR」商標。

## 概要
原為公法人的日本國有鐵道由於經營不善，營收赤字經過多年累積，長期負債已達數十兆日圓，致使日本政府開始研擬將其分割、公司化與民營化，以改善經營狀況。
1987年4月1日，日本國有鐵道依照日本國會所通過的《日本國有鐵道改革法》，分割為7個各自獨立的特殊會社（依照特別法成立的國營企業）——包含6間鐵路客運公司、以及1間鐵路貨運公司。最初依同一法律成立，仍舊保有7間JR公司全部股份的特殊法人機構「日本國有鐵道清算事業團」（1998年解散），之後逐步釋出所持有的股份，營運狀況較佳的公司也漸次上市，以實現民營化的目標。目前JR東日本、JR東海、JR西日本、JR九州等4家JR公司因營運狀況穩定、能夠完全自負盈虧而不依賴國家補助，已經達成全面民營化的目標，並移除特殊會社的地位；其他3家（JR北海道、JR四國、JR貨物）則因仍需國家的補助，仍由日本政府持有全部或多數股份。
目前除了負責貨運服務的JR貨物仍為全國性經營外，各客運公司大致上皆有固定的管轄地域範圍，彼此之間保持著既競爭又合作的關係。
JR各公司除了經營一般鐵路線在來線與新幹線外，亦經營一般巴士、高速巴士與其他附屬事業，另外還有由JR各公司共同出資經營的「公益財團法人鐵道綜合技術研究所」和「鐵道資訊系統株式會社」。

## JR集團成員
北海道
 東日本
 東海

 西日本
 四國
 九州
| 業務     | 公司名稱                      | 標誌／代表顏色 | 股票編號                                    | 服務區域                   |
| -------- | ----------------------------- | -------------- | ------------------------------------------- | -------------------------- |
| 客運     | 北海道旅客鐵道 （JR北海道）   | 淺綠色         | 非上市                                      | 北海道                     |
| 客運     | 東日本旅客鐵道 （JR東日本）   | 綠色           | 東證1部：9020 原大證1部：9020 名證1部：9020 | 東北地方 關東地方 信越地方 |
| 客運     | 東海旅客鐵道 （JR東海）       | 橙色           | 東證1部：9022 原大證1部：9022 名證1部：9022 | 東海地方 甲信地方          |
| 客運     | 西日本旅客鐵道 （JR西日本）   | 藍色           | 東證1部：9021 原大證1部：9021 名證1部：9021 | 北陸地方 關西地方 中國地方 |
| 客運     | 四國旅客鐵道 （JR四國）       | 淺藍色         | 非上市                                      | 四國地方                   |
| 客運     | 九州旅客鐵道 （JR九州）       | 紅色           | 東證1部：9142 原大證1部：9142 名證1部：9142 | 九州地方                   |
| 貨運     | 日本貨物鐵道 （JR貨物）       | 灰藍色         | 非上市                                      | 全國                       |
| 技術研發 | 鐵道综合技術研究所 （JR總研） | 淺紫色         | 非上市                                      | －                         |
| 資訊科技 | 鐵道情報系統 （JR系統）       | 暗紅色         | 非上市                                      | －                         |

## 雜錄
JR的成立，是1980年代自民黨政府推動政治改革的成果之一。當時日本專賣公社、日本電信電話公社、日本國有鐵道等3大國營事業機構（日本當地常合稱為「三公社」）進行民營化，分別在1985年4月1日（前兩者）與1987年4月1日改制為JT、NTT與JR。
日本國有鐵道改制為JR的模式，日後也用於日本道路公團的分割民營化上。日本道路公團在2005年10月1日分割為三家「NEXCO」公司。

## 外部連結
- （日語）JR CYBER STATION （页面存档备份，存于）
- JAPAN RAIL PASS - ジャパンレールパス （页面存档备份，存于）